# Hotchkiss Mle 1922
Hotchkiss Mle 1922 [očkis modél] byl francouzský lehký kulomet vyráběný společností Hotchkiss. Mechanismus zbraně vycházel z původní konstrukce těžkého kulometu Mle 1914. Zbraň fungovala na principu uzamčeného závěru s odběrem tlaku plynů z hlavně. Systém uzamčení využíval otočného spojovacího článku nosiče závorníku se závorníkem ve funkci uzamykací závory, jejíž boční plochy zapadaly do drážek v pouzdře závěru. Nábojové rámečky se do zbraně vsouvaly zprava. Kulomet střílel pouze dávkou, ale měl zpomalovač kadence který umožňoval přepnout mezi pomalou a rychlou kadencí. Zbraň se vyráběla v několika verzích, nejčastěji s lehkou hlavní nebo s těžkou, která měla v zadní části žebrování. Vznikla i verze se schránkovým zásobníkem na 20 ran nasazovaným shora, tuto verzi využívala španělská armáda a testovala britská armáda.

## Uživatelé

### Československo
V roce 1923 objednalo ministerstvo národní obrany 1000 kulometů M1922 adaptovaných na náboj 7,92 × 57 mm Mauser. Kulomet byl zařazen do výzbroje jako lehký kulomet vz. 24. Od roku 1926 začal být kulomet pomalu vytlačován lehkým kulometem vz. 26, až roku 1928 byl kulomet oficiálně vyřazen z výzbroje a stažen do rezerv. V listopadu 1938 se ve skladech nacházelo ještě 769 kulometů navržených k odprodeji do zahraničí.

### Řecko
Řecko nakoupilo 6000 kusů kulometů ve verzi mle 1926 v ráži 6.5 × 54 mm Mannlicher–Schönauer a 7,92 × 57 mm Mauser.

### Turecko
Turecko používalo kulomety ve verzi mle 1926 s rychle vyměnitelnou hlavní a přední rukojetí v ráži 7,92 × 57 mm Mauser.

### Čína
Čína používala zhruba 3500 ks. zbraní verze mle 1922 v ráži 7,92 × 57 mm Mauser.